# گوردون شیدن
گوردون شیدن (انگلیسی: Gordon Shedden) اتومبیلران اهل بریتانیا است.